# Miklós Kozma

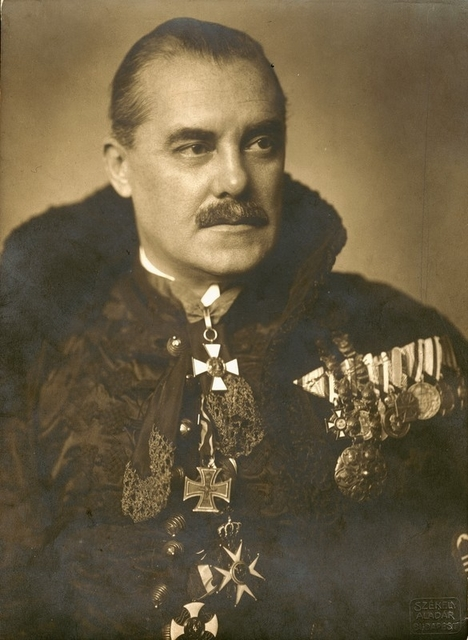
Miklós Kozma

Miklós Kozma von Leveld (* 5. September 1884 in Nagyvárad, Österreich-Ungarn; † 8. Dezember 1941 in Ungvár, Ungarn) war ein ungarischer Offizier, Jurist, Medienunternehmer und Politiker. Er gehörte 1919 zu den führenden Konterrevolutionären um Miklós Horthy. Als Direktor der ungarischen Nachrichtenagentur, des ungarischen Films und des Rundfunks unterstützte er das Horthy-Regime propagandistisch. 1935 bis 1937 war er Innenminister der pro-faschistischen Regierungen von Gyula Gömbös und Kálmán Darányi. Nachdem er 1938 illegale Sabotageaktionen gegen die Tschechoslowakei zur Wiedergewinnung der Karpatenukraine organisiert hatte, wurde er im Dezember 1939 Regierungskommissar des inzwischen von Ungarn annektierten Gebiets. Hier betrieb er eine aggressive Magyarisierungspolitik und initiierte 1941 die Deportation von wenigstens 18.000 Menschen als angeblich staatenlose Juden in den deutschen Herrschaftsbereich in Ostgalizien (Distrikt Galizien). Die meisten Deportierten wurden dort Opfer des Massakers von Kamenez-Podolsk.

## Leben

### Offizier und Konterrevolutionär
Kozma war ein Sohn des Generals Ferenc Kozma (1857–1937), der unter dem Pseudonym Nicolás Bárd auch ein bekannter ungarischer Dichter war. Sein Onkel war der antisemitische Dichter Andor Kozma (1861–1933). Miklós Kozma absolvierte die k. u. k. Militärakademie Ludovika-Akademie und wurde 1904 als Leutnant des Husarenregiments Nr. 10 ausgemustert. 1911 legte er die Matura ab. Anschließend studierte er Jura und erhielt 1914 das Absolutorium der Budapester Peter Pázmány Universität. Während des Ersten Weltkriegs kämpfte er als Offizier der ungarischen Husaren an der russischen und der italienischen Front. Zuletzt war er Regimentsadjudant im Rang eines Rittmeisters.
Nach der Revolution 1918 arbeitete Kozma zunächst im ungarischen Kriegsministerium. Wegen seiner gegenrevolutionären Haltung wurde er jedoch 1919 verhaftet und aus dem Dienst entfernt. Er tauchte eine Zeit lang in Transdanubien unter und ging dann nach Szeged, um sich der Gegenrevolution unter Miklós Horthy anzuschließen. Hier übernahm er die Leitung der Propagandaabteilung der neu aufgebauten „Nationalen Armee“. Nach dem Fall der Räterepublik unter Béla Kun und dem Einzug der Nationalen Armee in Budapest ernannte Horthy ihn zum militärpolitischen Referenten der Militärkanzlei und damit zum Leiter des militärischen Nachrichtendiensts. Welche Rolle Kozma beim „Weißen Terror“ in Ungarn spielte, lässt sich nicht mit Sicherheit sagen.
Kozma, Gömbös und Pál Prónay konspirierten im Mai 1922 im Auftrag Horthys mit Gustav Ritter von Kahr, Erich Ludendorff, Max Bauer und Rudolf Kanzler. Nach dem gescheiterten Kapp-Lüttwitz-Putsch ging es darum, in Ungarn ein Zentrum internationaler antikommunistischer Aktionen zu begründen. Eingeschleuste deutsche Offiziere und Freikorpsmitglieder, so der Plan der deutschen Gegenrevolutionäre, sollten in Ungarn ausgebildet werden, um an einem geeigneten Zeitpunkt gemeinsam mit der österreichischen Heimwehr in Österreich die sozialdemokratische Regierung zu stürzen und eine Militärdiktatur zu errichten. Ungarn sollte anschließend mit Armee und Freikorps in die Slowakei eindringen, während Heimwehr, bayerische Einwohnerwehr und bayerische Einheiten der Reichswehr das Sudetenland besetzten. Anschließend wollte man durch Sachsen und Preußen nach Berlin marschieren, um eine Militärdiktatur im Deutschen Reich zu errichten. Die ungarischen Offiziere erhofften sich von dieser Aktion die Revision des Vertrages von Trianon und die Errichtung eines Großungarn.

### Medienunternehmer, Propagandist und Politiker
Am 7. August 1920 nahm Kozma das Angebot an, das Ungarische Telegraphen-Korrespondenz-Büro zu übernehmen. Diese 1881 gegründete Nachrichtenagentur war 1918 in staatlichen Besitz übergegangen. Binnen weniger Jahre entwickelte Kozma diese Nachrichtenagentur zum wichtigsten ungarischen Medienunternehmen Magyar Telefonhirmondó és Rádió (MTI), indem er ein internationales Korrespondentennetz aufbaute, das Ungarische Filmbüro und 1925 auch die Ungarische Radio-Aktiengesellschaft, den ungarischen Rundfunk, gründete. 1930 gliederte er der MTI auch die Ungarische Nationale Wirtschaftsbank an. Die MTI verfügte in Ungarn quasi über eine Monopolstellung auf dem Informationssektor und vertrat konsequent die christlich-nationale Staatsidee Horthys. 1934 wurde Kozma zum lebenslangen Mitglied des ungarischen Oberhauses ernannt.
Politisch war Kozma vor allem von einem rassischen Antisemitismus und dem Willen geprägt, die ungarischen Gebietsverluste durch den Vertrag von Trianon (1920) zu revidieren. Er trat am 4. März 1935 als Innenminister in die Regierung unter Gyula Gömbös ein, mit dem er seit den gemeinsamen Tagen in Szeged befreundet war. Kozma machte sich keine Illusionen, dass Gömbös, der sich schon seit 1919 als Nationalsozialist bezeichnet und eine „Partei der rassischen Verteidigung“ gegründet hatte, nicht nur ein totalitäres Regime begründen, sondern auch der nationalsozialistischen Rassenpolitik gegen Juden nacheifern wollte. Kozma dagegen hatte Bedenken einerseits gegenüber der Einführung einer Diktatur nach deutschem Vorbild und andererseits gegenüber dem deutschen Großmachtstreben, zumal er dem ungarischen Revisionismus absolute Priorität einräumte. Nach Gömbös’ plötzlichem Tod 1936 blieb Kozma auch unter dessen Nachfolger Kálmán Darányi im Amt. Er trat am 29. Januar 1937 zurück, nachdem der Führer der Kleinbauernpartei, Tibor Eckhardt, die Entlassung verlangt hatte, weil das Amt nicht mit Kozmas Interessen als Aktionär seines Medienkonzerns vereinbar sei.

### Revisionist und Regierungskommissar in der Karpatenukraine
Kozma kehrte an die Spitze seines Medienunternehmens zurück. Im Geheimen organisierte er 1938 ein ungarisches Freikorps, das die Karpatenukraine infiltrieren sollte, um dort mit Terroranschlägen für Aufruhr zu sorgen. Begleitet von entsprechender Propaganda sollte der Eindruck erweckt werden, dass sich die Karpatenukraine eigentlich Ungarn anschließen wolle, aber dieser Wille militärisch unterdrückt werde. Kozma maß dem Anschluss der Karpatenukraine an Ungarn so viel Bedeutung bei, weil er geopolitisch unbedingt eine gemeinsame Grenze mit dem befreundeten Polen erlangen wollte. Schon die erste Aktion der von Kozma organisierten, aber schlecht ausgerüsteten paramilitärischen Rongyos Gárda („Lumpengarde“) gegen die Tschechoslowakei im Oktober 1938 endete in einem Desaster. Die tschechoslowakische Armee nahm die meisten der Agents Provocateurs gefangen und drohte mit deren Hinrichtung, sollten die Überfälle nicht aufhören.
1939/40 organisierte Kozma den Einsatz von 300 ungarische Freiwilligen auf der finnischen Seite im Winterkrieg gegen die Sowjetunion. „[D]ie ungarischen Regierungen“, so notierte er, „verwendeten mich gern für die Lösung der heikelsten Aufgaben, geleitet von dem Gedanken, daß ich angesichts meiner bekannten Deutschfreundschaft und Beziehungen auch solche Dinge übernehmen kann, die in Augen der Deutschen, wenn es jemand anders machen würde, eine verdächtige Sache wäre …“.
Im Dezember 1939 wurde Kozma zum Reichsverweserischen Kommissar für die Karpatenukraine ernannt, wo er einige Jahre seiner Kindheit verbracht hatte. Hier versuchte er nicht nur, eine antislawische Magyarisierungspolitik umzusetzen, sondern versprach auch, die „Judenfrage“ zu „lösen“. Seine Aussage, formuliert in einer Ansprache vor Regierungsvertretern am 1. Mai 1941: „Was sollen wir denn machen? Brutalere Maßnahmen, wie sie in Reservate einzuweisen oder sie ins Wasser zu werfen, sind derzeit unmöglich. […] Die Judenfrage kann im Moment nicht ernsthaft und endgültig gelöst werden, aber sie muß so lange aktuell gehalten werden, bis sie nach dem Krieg gelöst wird,“ sorgte laut Protokoll für „allgemeine Heiterkeit“ unter den Anwesenden.
Nach dem ungarischen Eintritt in den Krieg gegen die Sowjetunion am 27. Juni 1941 griff Kozma den Vorschlag von zwei leitenden Mitarbeitern der ungarischen Fremdenpolizei auf, als „staatenlos“ bezeichnete Juden aus Ungarn nach Ostgalizien in deutsch besetztes Gebiet zu deportieren. Er gewann für dieses Vorhaben die Unterstützung des Generalstabschefs Henrik Werth (1881–1952), des Verteidigungsministers Károly Bartha (1884–1964), des Premierministers László Bárdossy und schließlich des Kabinetts mit Ausnahme des Innenministers Ferenc Keresztes-Fischer (1881–1948). Die Ausführung des entsprechenden Erlasses vom 12. Juli 1941 wurde Kozma übertragen. Es ging darum, möglichst viele Juden polnischer oder russischer Herkunft möglichst schnell über die Grenze zu schaffen. Erfasst wurden dabei aber auch ungarische Juden, die nicht über die notwendigen, ausgesprochen schwierig zu beschaffenden Legitimationspapiere verfügten. Bei dieser Gelegenheit ließ Kozma auch gleich die „wandernden Zigeuner aus Transkarpathien“ deportieren. Bis Ende August 1941 wurden wenigstens 18.000 Menschen über die Grenze nach Kőrösmező geschafft und der SS übergeben. Dort fielen sie zum größten Teil dem Massaker von Kamenez-Podolsk zum Opfer.
Die ungarische Historikerin Ágnes Ságvári sieht Kozma deshalb als Teil eines Systems, dessen Politik auf die Exklusion bestimmter ethnischer Gruppen abzielte und in den Holocaust mündete. Für Mária Ormos (* 1930) dagegen ist Kozma eine Symbolfigur des ambivalenten konservativen Reformismus in Ungarn. Er sei stets in nicht auflösbare Widersprüche moralischer und politischer Verpflichtungen geraten und gegen Ende seines Lebens daran verzweifelt. Kozma starb 1941 nach kurzer, schwerer Krankheit.

## Schriften
- Az összeomlás, Budapest, Athenaeum, ca. 1933. (dt. Der Zusammenbruch 1918–19)
- Mackensens ungarische Husaren. Tagebuch eines Frontoffiziers 1914–1918. Übertr. von Mirza v. Schüching, Verlag für Kulturpolitik, Berlin, Wien 1933 (Digitalisat). (Original: Egy csapattiszt naplòja 1914–1918. Budapest 1931)
- Beszédek, előadások 1919 - 1938. Budapest o. J.
- Cikkek, nyilatkozatok 1921 - 1939. Budapest 1939.